# Liste des films produits par RKO Pictures

## Production
- Par date de première sortie en salles
- (CA) = titre québécois
- (BE) = titre belge

### Années 1930
- The Golf Specialist de Monte Brice
- Présentez armes (Leathernecking) d'Edward F. Cline
- The Silver Horde de George Archainbaud

#### 1931
- Are These our children de Wesley Ruggles
- Bachelor Apartment de Lowell Sherman
- Beau Ideal de Herbert Brenon
- Caught Plastered de William A. Seiter
- Consolation Marriage de Paul Sloane
- La Ruée vers l'Ouest (Cimarron) de Wesley Ruggles
- Cracked Nuts de Edward F. Cline

#### 1932
- The Age of Consent de Gregory La Cava
- L'Âme du ghetto (Symphony of Six Million) de Gregory La Cava
- The Animal Kingdom de Edward H. Griffith
- Les Chasses du comte Zaroff (The Most Dangerous Game) de Ernest B. Schoedsack et Irving Pichel
- La Forêt en fête (Carnival Boat) d'Albert S. Rogell
- Héritage (A Bill of Divorcement) de George Cukor
- Treize femmes (Thirteen Women) de George Archainbaud
- What Price Hollywood? de George Cukor

#### 1933
- Ann Vickers de John Cromwell
- Carioca (Flying Down to Rio) de Thornton Freeland
- Chance at Heaven de William A. Seiter
- Idylle sous les toits (Rafter Romance) de William A. Seiter
- King Kong de Ernest B. Schoedsack et Merian C. Cooper
- Morning Glory de Lowell Sherman
- The Past of Mary Holmes de Harlan Thompson et Slavko Vorkapich
- Le Phalène (Christopher Strong) de Dorothy Arzner
- Les Quatre filles du docteur March (Little Women) de George Cukor
- The Silver Cord de John Cromwell

#### 1934
- L'Emprise (Of Human Bondage) de John Cromwell
- La Femme la plus riche du monde (The Richest Girl in the World) de William A. Seiter
- Filles d'Amérique (Finishing School) de George Nichols Jr. et Wanda Tuchock
- La Joyeuse Divorcée (The Gay Divorcee) de Mark Sandrich
- Le Petit Ministre (The Little Minister) de Richard Wallace
- Mademoiselle Hicks (Spitfire) de John Cromwell
- La Patrouille perdue (The Lost Patrol) de John Ford
- Stingaree de William A. Wellman
- This Man Is Mine de John Cromwell

#### 1935
- Cœurs brisés (Break of hearts) de Richard Moeller
- Le Danseur du dessus (Top Hat) de Mark Sandrich
- Désirs secrets (Alice Adams) de George Stevens
- L'Étoile de minuit (Star of Midnight) de Stephen Roberts
- Fang and Claw de Frank Buck
- La Gloire du cirque (Annie Oakley) de George Stevens
- Je te dresserai (In Person) de William A. Seiter
- Le Mouchard (The Informer) de John Ford
- Roberta de William A. Seiter
- Sylvia Scarlett de George Cukor

#### 1936
- Carolyn veut divorcer (The Bride Walks Out) de Leigh Jason
- L'Homme nu (Love on a Bet) de Leigh Jason
- En suivant la flotte (Follow the Fleet) de Mark Sandrich
- Mary Stuart (Mary of Scotland) de John Ford
- Mon ex-femme détective (The Ex-Mrs. Bradford) de Stephen Roberts
- La Rebelle (A Woman rebels) de Mark Sandrich
- Révolte à Dublin (The Plough and the Stars) de John Ford
- Sur les ailes de la danse (Swing Time) de George Stevens

#### 1937
- Déjeuner pour deux (Breakfast for Two) d'Alfred Santell
- L'Entreprenant Monsieur Petrov (Shall We Dance) de Mark Sandrich
- Pension d'artistes (Stage Door) de Gregory La Cava
- SOS vertu ! (Wise Girl) de Leigh Jason
- Pour un baiser (Quality Street) de George Stevens
- Une demoiselle en détresse (Damsel in Distress) de George Stevens
- The Woman I Love d'Anatole Litvak

#### 1938
- Amanda (Carefree) de Mark Sandrich
- L'Impossible Monsieur Bébé (Bringing up Baby) de Howard Hawks
- Miss Manton est folle (The Mad Miss Manton) de Leigh Jason
- Panique à l'hôtel (Room Service) de William A. Seiter
- Quelle joie de vivre (Joy of living) de Tay Garnett
- The Renegade Ranger de David Howard
- Vacances payées (Having a Wonderful Time) de Alfred Santell

#### 1939
- L'Autre (In Name Only), de John Cromwell
- La Fille de la cinquième avenue (Fiftth Avenue Girl) de Gregory La Cava
- La Grande Farandole (The Story of Vernon and Irene Castle) de Henry C. Potter
- Gunga Din de George Stevens
- Career de Leigh Jason
- Mademoiselle et son bébé (Bachelor Mother) de Garson Kanin
- Le Premier Rebelle (Allegheny Uprising) de William A. Seiter
- Quasimodo (The Hunchback of Notre-Dame) de William Dieterle
- Laurel et Hardy conscrits (The Flying Deuces) de A. Edward Sutherland avec Laurel et Hardy

### Années 1940

#### 1940
- Double Chance (Lucky Partners) de Lewis Milestone
- Drôle de mariage (They Knew What They Wanted) de Garson Kanin
- Kitty Foyle de Sam Wood
- Mon épouse favorite (My Favorite Wife) de Garson Kanin
- Primrose Path de Gregory La Cava
- Vigil in the Night de George Stevens

#### 1941
- Boule de feu (Ball of Fire) de Howard Hawks
- Citizen Kane d'Orson Welles
- Joies matrimoniales (Mr. & Mrs. Smith), d'Alfred Hitchcock
- Ses trois amoureux (Tom Dick and Harry) de Garson Kanin
- Soupçons (Suspicion) d'Alfred Hitchcock
- La Vipère (The Little Foxes) de William Wyler

#### 1942
- La Féline (Cat People) de Jacques Tourneur
- Lune de miel mouvementée (Once Upon a Honeymoon) de Leo McCarey
- La Splendeur des Amberson (The Magnificent Ambersons) d'Orson Welles
- The Great Gildersleeve de Gordon Douglas

#### 1943
- L'Exubérante Smoky (Government Girl) de Dudley Nichols
- L'Homme-léopard (The Leopard Man) de Jacques Tourneur
- La Septième Victime (The Seventh Victim) de Mark Robson
- Tender Comrade d'Edward Dmytryk
- Vaudou (I Walked with a Zombie) de Jacques Tourneur
- Vivre libre (This Land is Mine) de Jean Renoir
- Voyage au pays de la peur (Journey into Fear) de Norman Foster

#### 1944
- Adieu, ma belle (Murder, My Sweet) d'Edward Dmytryk
- L'Amazone aux yeux verts (Tall in the Saddle) d'Edwin L. Marin
- Angoisse (Experiment Perilous) de Jacques Tourneur
- Dansons gaiement (Step Lively) de Tim Whelan
- La Femme au portrait (The Woman in the Window) de Fritz Lang
- Jours de gloire (Days of Glory) de Jacques Tourneur
- La Malédiction des hommes-chats (The Curse of the Cat People) de Gunther von Fritsch et Robert Wise
- Rien qu'un cœur solitaire (None But the Lonely Heart) de Clifford Odets

#### 1945
- Le Cottage enchanté (The Enchanted Cottage) de John Cromwell
- Deux Mains, la nuit (The Spiral Staircase) de Robert Siodmak
- L'Île des morts (Isle of the Dead) de Mark Robson
- Pavillon noir (The Spanish main) de Frank Borzage
- Retour aux Philippines (Back to Bataan) d'Edward Dmytryk
- Pris au piège (Cornered) d'Edward Dmytryk

#### 1946
- Bedlam de Mark Robson
- Le Criminel (The Stranger) d'Orson Welles
- Les Enchaînés (Notorious) d'Alfred Hitchcock
- Sans réserve (Without Reservations) de Mervyn LeRoy
- La vie est belle (It's a Wonderful Life), de Frank Capra

#### 1947
- La Chanson des ténèbres (Night Song) de John Cromwell
- Deux sœurs vivaient en paix (The Bachelor and the Bobby-Soxer) de Irving Reis
- La Femme sur la plage (The Woman on the Beach) de Jean Renoir
- Feux croisés (Crossfire) de Edward Dmytryk
- Ils ne voudront pas me croire (They Won't Believe Me) d'Irving Pichel
- Ma femme est un grand homme (The Farmer's Daughter) d'H. C. Potter
- Pendez-moi haut et court/La Griffe du passé (Out of the Past), de Jacques Tourneur
- Le deuil sied à Électre (Mourning becomes Electra) de Dudley Nichols
- Sinbad le marin (Sinbad the Sailor) de Richard Wallace

#### 1948
- Ciel rouge (Blood on the Moon) de Robert Wise
- La Course aux maris (Every Girl Should Be Married) de Don Hartman
- Rachel and the Stranger de Norman Foster
- Si bémol et Fa dièse (A Song Is Born) de Howard Hawks
- Tendresse (I remember Mama) de George Stevens
- Le Garçon aux cheveux verts (The Boy With Green Hair) de Joseph Losey

#### 1949
- Les Amants de la nuit (They Live by Night) de Nicholas Ray
- La Charge héroïque (She Wore a Yellow Ribbon) de John Ford
- Mariage compliqué (Holiday Affair) de Don Hartman
- Nous avons gagné ce soir (The Set-Up) de Robert Wise
- Secret de femme (A woman's secret) de Nicholas Ray
- La Vie facile (Easy Living) de Jacques Tourneur

### Années 1950

#### 1950
- Born to Be Bad de Nicholas Ray
- L'Étranger dans la cité (Walk Softly, Stranger) de Robert Stevenson
- Mon cow-boy adoré (Never a dull moment) de George Marshall
- Stromboli (Stromboli, Terra di Dio)  de Roberto Rossellini
- Where Danger Lives de John Farrow

#### 1951
- Les Coulisses de Broadway (Two tickets to Broadway) de James V. Kern
- Les Diables de Guadalcanal (Flying Leathernecks) de Nicholas Ray
- L'Équipage fantôme (Sealed Cargo) de Alfred L. Werker
- Fini de rire (His Kind of Woman) de John Farrow
- Mon passé défendu (My Forbidden Past) de Robert Stevenson
- Une veine de... (Double dynamite) d'Irving Cummings

#### 1952
- Androclès et le Lion (Androcles and the Lion) de Chester Erskine
- L'Ange des maudits (Rancho Notorious) de Fritz Lang
- Barbe-Noire, le pirate (Blackbeard the Pirate) de Raoul Walsh
- Le démon s'éveille la nuit (Clash by Night) de Fritz Lang
- La Femme aux revolvers (Montana Belle) d'Allan Dwan
- Les Fils des Mousquetaires (At Sword's Point) de Lewis Allen
- L'Île du désir (Island of Desire) de Stuart Heisler
- Les Indomptables (The Lusty Men) de Nicholas Ray
- Scandale à Las Vegas (The Las vegas story) de Robert Stevenson
- Le Masque arraché (Sudden fear) de David Miller
- Le Paradis des mauvais garçons (Macao) de Josef von Sternberg
- Scandale à Las Vegas (The Las vegas story) de Robert Stevenson
- Un si doux visage (Angel Face) de Otto Preminger
- Jack et le Haricot magique (Jack and the Beanstalk) de Jean Yarbrough

#### 1953
- La Belle Espionne (Sea Devils) de Raoul Walsh
- Commérages (Affair with a Stranger) de Roy Rowland
- French Line (The French Line) de Lloyd Bacon
- La Nuit sauvage (Devil's Canyon) de Alfred L. Werker
- Passion sous les tropiques (Second Chance) de Rudolph Maté
- Le Voyage de la peur (The Hitch-Hiker) d'Ida Lupino

#### 1954
- La Reine de la prairie (Cattle Queen of Montana) de Allan Dwan
- Belle mais dangereuse (She Couldn't Say No) de Lloyd Bacon
- Suzanne découche (Susan Slept Here) de Frank Tashlin

#### 1955
- Le Rendez-vous de quatre heures (Texas Lady) de Tim Whelan
- La Vénus des mers chaudes (Underwater) de John Sturges
- Oklahoma ! (Oklahoma!) de Fred Zinnemann
- Les Rôdeurs de l'aube (Rage at Dawn) de Tim Whelan

#### 1956
- Le Conquérant (The Conqueror) de Dick Powell
- Les Échappés du néant (Back from Eternity) de John Farrow
- L'Or et l'Amour (Great Day in the Morning) de Jacques Tourneur
- Tension à Rock City (Tension at Table Rock) de Charles Marquis Warren
- La VRP de choc (The First Traveling Saleslady) de Arthur Lubin

#### 1957
- Les espions s'amusent (Jet Pilot), de Josef von Sternberg
- Femmes coupables (Until They Sail), de Robert Wise

#### 1958
- De la Terre à la Lune (From the Earth to the Moon) de Byron Haskin
- Les Feux du théâtre (Stage Struck) de Sidney Lumet
- L'Île enchantée (Enchanted Island) d'Allan Dwan
- Les Nus et les Morts (The Naked and the Dead) de Raoul Walsh
- Une fille qui promet (The Girl Most Likely) de Mitchell Leisen

### Années 2010

#### 2015
- Secret Agency (Barely Lethal) de Kyle Newman